# Лаферрара, Анхель
А́нхель Рикардо Лаферрара (исп. Ángel Ricardo Laferrara; 27 марта, по другим данным 22 марта 1917, Ла-Плата — 1990) — аргентинский футболист, нападающий.

## Карьера
Анхель Лаферрара родился в семье итальянцев: его отец Кармело был родом из Катании. Он мигрировал в Аргентину, где стал работать мясником. Анхель начал карьеру в клубе «Эстудиантес», в котором дебютировал 6 сентября 1936 года в матче с «Платенсе», в этой же встрече забив гол. За клуб он играл шесть лет, проведя 78 матчей и забив 86 голов. В 1942 году Лаферрара перешёл в «Боку Хуниорс», заплативший за трансфер нападающего 50 тыс песо. 5 апреля Анхель сыграл первый матч за клуб против «Сан-Лоренсо». В той же встрече он забил первый мяч в составе команды, однако «Бока» проиграла со счётом 2:4. Всего за команду Лаферрара провёл 15 матчей и забил 8 голов, проведя небольшое число матчей из-за проигранной конкуренции Хайме Сарланги. Последний матч в составе «Хуниорс» Анхель сыграл также с «Сан-Лоренсо» (0:2).
В 1943 году Лаферрара был арендован уругвайским клубом «Пеньяроль» в рамках сделки по покупке «Бокой» Северино Варелы. В 1944 году Лаферрара перешёл в клуб «Феррокарриль Оэсте». Он дебютировал в составе команды 16 апреля в матче со своим бывшим клубом «Бока Хуниорс», в котором его команда проиграла со счётом 0:5. Всего в составе «Феррокарриль» Анхель сыграл 18 матчей и забил 7 голов. Последний матч за клуб Лаферрара провёл 25 ноября 1944 года с другой своей бывшей командой, «Эстудиантесом», в котором также проиграл 0:5. В 1945 году Лаферрара перешёл в клуб «Суд Америка». В 1946 году он играл за чилийский клуб «Унион Эспаньола». C 1947 по 1948 год Лаферрара играл за клуб «Нуэва Чикаго». Последним клубом в игровой карьере Анхеля стала команда «Архентино де Кильмес».
Завершив карьеру, Лаферрара устроился работать на таможню, где дослужился до начальника охраны. В 1959 году Лаферрера тренировал клуб «Дефенсорес де Камбасерес», который вывел в Дивизион B.

## Международная статистика
| Матчи Анхеля Лаферрары за сборную Аргентины | Матчи Анхеля Лаферрары за сборную Аргентины | Матчи Анхеля Лаферрары за сборную Аргентины | Матчи Анхеля Лаферрары за сборную Аргентины | Матчи Анхеля Лаферрары за сборную Аргентины | Матчи Анхеля Лаферрары за сборную Аргентины | Матчи Анхеля Лаферрары за сборную Аргентины |
| ------------------------------------------- | ------------------------------------------- | ------------------------------------------- | ------------------------------------------- | ------------------------------------------- | ------------------------------------------- | ------------------------------------------- |
| №                                           | Дата                                        | Место проведения                            | Оппонент                                    | Счёт                                        | Голы                                        | Турнир                                      |
| 1                                           | 15 июля 1937                                | Даллас                                      | Трентон Хай                                 | 9:1                                         | 5                                           | Турнир на Панамериканской выставке          |
| 2                                           | 18 июля 1937                                | Даллас                                      | Виннипег Ириш                               | 8:1                                         | 4                                           | Турнир на Панамериканской выставке          |
| 3                                           | 18 февраля 1940                             | Буэнос-Айрес                                | Парагвай                                    | 3:1                                         | −                                           | Кубок Шевалье Бутеля                        |
| 4                                           | 25 февраля 1940                             | Асунсьон                                    | Парагвай                                    | 4:0                                         | 2                                           | Кубок Шевалье Бутеля                        |
| 5                                           | 2 марта 1940                                | Буэнос-Айрес                                | Чили                                        | 4:1                                         | 3                                           | Кубок президента Чили                       |
| 6                                           | 9 марта 1940                                | Буэнос-Айрес                                | Чили                                        | 3:2                                         | −                                           | Кубок президента Чили                       |
| 7                                           | 25 января 1942                              | Монтевидео                                  | Перу                                        | 3:1                                         | —                                           | Чемпионат Южной Америки                     |
| 8                                           | 25 января 1942                              | Монтевидео                                  | Чили                                        | 0:0                                         | —                                           | Чемпионат Южной Америки                     |
| 9                                           | 6 января 1943                               | Буэнос-Айрес                                | Уругвай-В                                   | 1:0                                         | —                                           | Товарищеский матч                           |
| 10                                          | 9 января 1943                               | Монтевидео                                  | Уругвай-В                                   | 2:6                                         | —                                           | Товарищеский матч                           |

## Достижения
- Обладатель Кубка Шевалье Бутеля: 1940
- Обладатель Кубка президента Чили: 1940

## Личная жизнь
Лаферрара был женат. С супругой он познакомился в клубе Ateneo Popular, которым руководили её родители. В один из дней туда попали игроки клуба «Эстудиантес», среди которых был и Анхель. Супруга умерла в 1916 году в возрасте 92 лет. У четы было две дочери. Первая дочь Лилиана Ракель Лаферрара (после замужества Безатеги) родилась в 1947 году. Вторая дочь Моника Дина Лаферрара родилась в 1950 году. У него было семь внуков и 9 правнуков.